# 도호쿠 은행
도호쿠 은행(東北銀行 도호쿠긴코[*])은 일본의 지방은행이다. 1950년 10월, 이와테현내의 상공회의소 관계자 및 현지유지가 중심이 되어 전후 지방 은행의 하나로서 설립된다. 이와테현을 주된 영업 지역으로 하고 있다.